# District de Vohipeno
Le district de Vohipeno est un district de la région de Fitovinany, situé dans l'est de Madagascar.